# Dimitris Goutas
Dimitris Goutas (Grieks: Γούτας Δημήτρης) (Kavala, 4 april 1994) is een Grieks voetballer die bij voorkeur als centrale verdediger speelt. Hij staat onder contract bij Skoda Xanthi, waar hij in 2012 doorstroomde vanuit de eigen jeugdopleiding.

## Clubcarrière
Goutas werd geboren in Kavala en is afkomstig uit de jeugdopleiding van Skoda Xanthi. Op 28 oktober 2012 maakte hij zijn opwachting in de Griekse Super League tegen PAE Veria. Zijn eerste competitietreffer maakte de centrumverdediger op 9 december 2012 tegen Panionios. In zijn debuutseizoen maakte hij twee doelpunten in 22 competitiewedstrijden. Op 18 juli 2013 maakte Goutas zijn Europees debuut in de voorronde van de UEFA Europa League tegen het Noord-Ierse Linfield. In het seizoen 2016-2017 kwam hij over op huurbasis naar KV Kortrijk voor 1 jaar.

## Clubstatistieken
| Seizoen | Club                | Land        | Competitie         | Wed. | Doelp. |
| ------- | ------------------- | ----------- | ------------------ | ---- | ------ |
| 2012/13 | Skoda Xanthi        | Griekenland | Super League       | 22   | 2      |
| 2013/14 | Skoda Xanthi        | Griekenland | Super League       | 32   | 4      |
| 2014/15 | Skoda Xanthi        | Griekenland | Super League       | 23   | 2      |
| 2015/16 | Olympiakos Piraeus  | Griekenland | Super League       | 0    | 0      |
| 2015/16 | → Skoda Xanthi      | Griekenland | Super League       | 7    | 0      |
| 2016/17 | → KV Kortrijk       | België      | Jupiler Pro League | 26   | 0      |
| 2017/18 | → Sint-Truidense VV | België      | Jupiler Pro League | 21   | 1      |
| 2018/19 | → Lech Poznan       | Polen       | Ekstraklasa        | 9    | 0      |
| Totaal  | Totaal              | Totaal      | Totaal             | 140  | 9      |

## Interlandcarrière
Goutas kwam reeds uit voor verschillende Griekse nationale jeugdelftallen. In 2013 debuteerde hij voor Griekenland –21.